# خولن گوئررو
خولن گوئررو (به اسپانیایی: Julen Guerrero) بازیکن فوتبال اهل اسپانیا است که از سال ۱۹۹۳ تا ۲۰۰۰ میلادی عضو تیم ملی فوتبال اسپانیا بوده و در ۴۱ بازی ملی حضور داشته‌است. او در بازی‌های ملی‌اش ۱۳ گل به ثمر رساند.